# Ерік Їрка
Ерік Їрка (словац. Erik Jirka, нар. 19 вересня 1997, Драговце) — словацький футболіст, півзахисник польського клубу «П'яст» (Гливиці) і національної збірної Словаччини.

## Клубна кар'єра
Народився 19 вересня 1997 року у Драговце. Вихованець футбольної школи клубу «Спартак» (Трнава). Дорослу футбольну кар'єру розпочав 2014 року в основній команді того ж клубу, в якій провів чотири сезони, взявши участь у 76 матчах чемпіонату. 
2019 року перейшов до сербської «Црвеної Звезди»;. У її складі не став основним гравцем, натомість невдовзі був відданий в оренду до «Радничок» (Ниш). Згодом на аналогічних умовах грав за польський «Гурник» (Забже) та іспанський друголіговий «Мірандес».
2021 року вже на правах повноцінного контракту приєднався до іншого представника Сегунди «Реал Ов'єдо». Відіграв за команду з Ов'єдо наступний сезон своєї ігрової кар'єри, на ставши її основним гравцем.
До складу чеської «Вікторії» (Пльзень) приєднався 2022 року.

## Виступи за збірні
2014 року дебютував у складі юнацької збірної Словаччини (U-18), загалом на юнацькому рівні взяв участь у 14 іграх, відзначившись 2 забитими голами.
Протягом 2017–2018 років залучався до складу молодіжної збірної Словаччини. На молодіжному рівні зіграв у 10 офіційних матчах.
2021 року дебютував в офіційних матчах у складі національної збірної Словаччини.
| Дата       | Місто           | Господарі            | Результат | Гості       | Турнір                               | Голи | Примітки |
| ---------- | --------------- | -------------------- | --------- | ----------- | ------------------------------------ | ---- | -------- |
| 1-6-2021   | Рід-ім-Іннкрайс | Словаччина           | 1 – 1     | Болгарія    | товариський матч                     | -    | 56'      |
| 4-9-2021   | Братислава      | Словаччина           | 0 – 1     | Хорватія    | Відбір до ЧС 2022                    | -    | 79'      |
| 7-9-2021   | Братислава      | Словаччина           | 2 – 0     | Кіпр        | Відбір до ЧС 2022                    | -    | 59'      |
| 11-10-2021 | Осієк           | Хорватія             | 2 – 2     | Словаччина  | Відбір до ЧС 2022                    | -    | 85'      |
| 11-11-2021 | Трнава          | Словаччина           | 2 – 2     | Словенія    | Відбір до ЧС 2022                    | -    | 65'      |
| 25-3-2022  | Осло            | Норвегія             | 2 – 0     | Словаччина  | товариський матч                     | -    | 83'      |
| 29-3-2022  | Мурсія          | Фінляндія            | 0 – 2     | Словаччина  | товариський матч                     | 1    |          |
| 22-9-2022  | Трнава          | Словаччина           | 1 – 2     | Азербайджан | Ліга націй УЄФА 2022-2023 - 1-й етап | 1    | 57'      |
| 25-9-2022  | Трнава          | Словаччина           | 1 – 1     | Білорусь    | Ліга націй УЄФА 2022-2023 - 1-й етап | -    |          |
| 19-11-2023 | Зениця          | Боснія і Герцеговина | 1 – 2     | Словаччина  | Відбір до ЧЄ 2024                    | -    | 85'      |
| Усього     |                 | Матчів               | 10        |             | Голів                                | 2    |          |

## Титули і досягнення
- Чемпіон Словаччини (1):

«Спартак» (Трнава): 2017/18